# ورقة 50 سين
عملة 50 سين (五十銭紙幣) فئة من الين الياباني أصدرتها الحكومة من عام 1872 إلى عام 1948 في 6 سلاسل مختلفة. أصدرت أول ورقة من سلسلة ميجي تسوهو بعد دراسة المسؤولون اليابانيون الثقافة الغربية. بعد كثرة تزييف العملة أصدرت ورقة من سلسلة أوكورا كيو في عام 1882 على وجهها صورة الإمبراطورة جينغو. استخدمت أوراق السلسلتين مع عملة 50 سين حتى ألغيت في عام 1899. أصدرت ورقة 50 سين بين عامي 1917 و1922 بعد نقص المعادن بالبلاد حتى استقرار الوضع لإعادة سك العملات المعدنية، عادت نفس المشكلة في عصر شووا بسبب الحرب الصينية اليابانية الثانية، مما دفع الحكومة إلى إصدار أوراق سلسلة فوجي ساكورا في عام 1938. أصدرت سلسلة ياسوكوني في الفترة من عام 1942 إلى عام 1945 والتي يرمز تصميمها إلى شنتو الدولة. أصدرت ورقة 50 سين آخر مرة في عام 1948، ألغيت أوراق ما قبل الحرب في 31 أغسطس 1948، بينما استمرت السلسلة الأخيرة متداولة حتى ألغيت في نهاية عام 1953.

## تصاميم عصر شووا
| السلسلة                                      | الوجه | الظهر |
| -------------------------------------------- | ----- | ----- |
| 1938 (شووا 13) (فوجي ساكورا)                 |       |       |
| 1942–1944 (شووا 17–19) (سلسلة الإصدار الأول) |       |       |
| 1945 (شووا 20) (السلسلة أ)                   |       |       |
| 1948 (شووا 23) (السلسلة ب)                   |       |       |

## الجمع
يمكن شراء معظم هذه الأوراق بتكلفة زهيدة متقاربة بين جميع السلاسل. تباع أوراق كيتا (التي تنتهي بالرقم 12) برقم بثمن أكبر قليلًا، بينما أوراق أوداوارا (التي تنتهي بالرقم 26) نادرة. الرقم الأول من الرقم التسلسلي لأوراق بنك اليابان هو 1 بينما يبدأ الرقم التسلسلي لأوراق الحكومة بالرقم 2.
| المطبعة                        | الموقع     | آخر رقمين |
| ------------------------------ | ---------- | --------- |
| National Printing Bureau       | كيتا       | 12        |
| Toppan Printing ‏               | إيتاباشي   | 13        |
| Toppan Printing ‏               | فوجي       | 23        |
| Toppan Printing ‏               | أوساكا     | 33        |
| طباعة داي نيبون                | شينجوكو    | 44        |
| طباعة كيودو                    | Koishikawa | 15        |
| مبطعة الأوراق المالية في طوكيو | Oji        | 16        |
| مبطعة الأوراق المالية في طوكيو | أوداوارا   | 26        |
| الطباعة الإمبراطورية           | Shiba      | 17        |